# Tessaromma nigroapicale
Tessaromma nigroapicale là một loài bọ cánh cứng trong họ Cerambycidae.